# Killer Crocodile
Killer Crocodile è un film italiano del 1989 diretto da Fabrizio De Angelis.

## Trama
Su un'isoletta dei Caraibi sei giovani ecologisti trovano un coccodrillo di dimensioni e ferocia smisurate, nato da una contaminazione radioattiva dovuta all'incuria dell'uomo. Esso incomincia a divorare gli abitanti dell'isola, ma nessuno crede all'esistenza della sanguinaria bestia, tranne un rude cacciatore che decide di dare man forte ai ragazzi ed eliminare il mostro.